# Екзарх Антим I (връх)
Екзарх Антим I (62°58′53″ ю. ш. 62°31′10″ з. д. / 62.981389° ю. ш. 62.519444° з. д.) е покрит с лед връх с височина 2080 m н.в. в хребета Имеон на остров Смит, Антарктика. Получава това име в чест на екзарх Антим I, оглавил възстановената през 1870 автономна българска Екзархия, и във връзка със селищата Екзарх Антимово в Югоизточна, и Антимово в Област Видин и Област Силистра, през 2006 г.
Връх Антим е изкачен за пръв път от френските алпинисти Матийо Кортиал, Лионел Доде и Патрик Ваньон на 12 януари 2010 по западното му ребро.

## Описание
Върхът се намира на 2,25 km североизточно от връх Фостър, 1,3 km североизточно от връх Евлоги и 5,4 km на юг-югозапад от връх Пизга. Югоизточните му склонове са стръмни и частично свободни от лед. Издига се над ледника Чупрене на запад и северозапад, ледника Криводол на североизток и изток, и ледника Пашук на югоизток.

## Картографиране
Българска топографска карта на върха от 2009 г.

## Карти
- L.L. Ivanov. Antarctica: Livingston Island and Greenwich, Robert, Snow and Smith Islands. Scale 1:120000 topographic map. Troyan: Manfred Wörner Foundation, 2009. ISBN 978-954-92032-6-4
- L.L. Ivanov. Antarctica: Livingston Island and Smith Island. Scale 1:100000 topographic map. Manfred Wörner Foundation, 2017. ISBN 978-619-90008-3-0